# Пежо тип 10
Пежо тип 10 (фр. Peugeot Type 10) је моторно возило произведено 1894. - 1896. од стране француског произвођача аутомобила Пежо у њиховој фаубрици у Валантину. У тој години је произведено 3 јединице.
Возило је покретао Дајмлеров четворотактни, двоцилиндрични мотор снаге 3,25-3,75 КС и запремине 1.645 cm³. Мотор је постављен позади и преко ланчаног преноса давао погон на задње точкове. Максимална брзина возила је 16 км/ч.
Међуосовинско растојање је 155 цм, а размак точкова 120 цм напред и 130 цм позади. Дужина возила је 285 цм, ширина 153 цм и висина 245 цм. Каросерија је break са местом за пет особа.

## Галерија
- Пежо тип 10